# 索爾法塔拉火山
索爾法塔拉火山（Solfatara）是位於義大利拿坡里近郊波佐里的一個淺火山口。索爾法塔拉火山是一座休眠火山，但現在仍在噴發出硫磺蒸汽。索爾法塔拉火山形成於約4000年之前，最近一次噴發是在1198年。索爾法塔拉火山是一個著名的旅遊景點。火山口內的眾多噴氣口和泥漿池在羅馬時代就被用來進行療養。